# سیارک ۲۱۶۴۴
سیارک ۲۱۶۴۴ (به انگلیسی: 21644 Vinay، نامگذاری:1999NA50) بیست و یک هزار و ششصد و چهل و چهارمین سیارک کشف شده‌است که در ۱۳ ژوئیه ۱۹۹۹ کشف شد.
قدر مطلق سیارک برابر ۱۶.۲ است.